# ホットギミック (漫画)
『ホットギミック』は相原実貴による少女漫画、及びそれを元にした小説、ドラマCD、映画。『Betsucomi』（小学館）において、2000年12月号から2005年8月号まで連載された。全12巻。英語版（Hot Gimmick）はVIZ Mediaから出版されている。漫画のシリーズ累計販売部数は450万部を突破している。2019年6月に公開の映画では堀未央奈が主演を務めた。

## あらすじ
物語は16歳の気弱な少女、成田初を中心に展開する。彼女は社宅に住んでおり、そこは常務（取締役）の妻・橘夫人が専制君主のように支配し、住民の振る舞いは会社での地位に影響されている。初は、妊娠したかもしれないという妹・茜のために、妊娠検査薬を買いに行くが、社宅の権力者・橘家の息子で横暴な亮輝に見つかって脅迫され、彼の奴隷にされてしまう。

## 登場人物
声の項はドラマCDのもの。ソフトガレージ版 / 「Betsucomi」応募者全員サービス版の順。

### 成田家
成田 初（なりた はつみ）
声 - 堀江由衣 / 仲西環
本作の主人公。16歳。物語開始時において、私立高園学園（高等学校）2年生。
妊娠したかもしれないという妹・茜のために妊娠検査薬を買いに行くが、偶然妊娠検査薬を持っていたところを亮輝に目撃され、茜の妊娠（結果的には妊娠していなかった）を秘密にしてもらう代わりに、個人的な奴隷にさせられる。同時期に小学生の頃に引っ越してしまった梓と再会し、告白を受けて交際を始める。しかし梓の復讐の道具として利用され、ショックで自暴自棄になるも不器用ながらも優しさを見せた亮輝に惹かれていく。
亮輝と恋人となってからは少しずつ彼の人柄を理解するようになるが、橘家の介入で家族崩壊に発展しかけ、更に瑠璃の登場で過酷な現状に耐え切れず別れる。消沈から凌を意識するが、亮輝への想いを捨て去る事はできず、復縁した。最終巻では彼のプロポーズを受け入れ、遠距離恋愛となる。
優柔不断な性格。頼まれ事に弱く、度々問題に巻き込まれている。家族を大切に想っており、特に凌とは仲が良い。
成田 茜（なりた あかね）
声 - 渡辺明乃 / なし
初の妹。物語開始時において、区立東ヶ丘中学校3年生。14歳。
社宅一の美少女で多くの男性と交際しており、経験済み。体調不良で妊娠を疑い、姉に妊娠検査薬を頼んだ事が切っ掛けで奴隷問題を引き起こした。
姉との仲は良好だが何かと対抗意識を向け、トラブルを起こし続ける。
亮輝を狙っていたものの、すばるを意識するようになってからは徐々に落ち着いてき、亮輝にアドバイスをするようになる。最終回ではすばると交際し、彼の為にコスプレイヤーになった。
甘え上手で社交的な性格。嫉妬深い。橘母が介入するまで凌が養子だと知らなかったが、気にしていない。
成田 凌（なりた しのぐ）
声 - 三木眞一郎 / 荻野義範
長男。物語開始時において、一橋大学法学部1年。19歳。
初の兄でありながら妹を一人の女性として愛している。サークル活動と様々なアルバイトのために家にはあまりいない。優しい上にイケメンで、物語中で最も理性のある人物。
実は養子であり、成田夫婦に引き取られるまで実の両親から虐待を受けていた。しかも多額の借金を残して死んでしまい、成田夫妻は返済を肩代わりするべく、橘父と契約し多額の褒賞金を得て返済に充てていた。その真相を知っていた為、希望であった医学部への進学を諦め、働くべく家を出ていた。
初への想いを捨てようとしていたが、亮輝の行動や梓の暗躍など事件が次々に起こり、距離を置いていた妹との接点が増えていく。それでも初を大事にする亮輝に安堵する様子を見せていたものの、橘母の介入で家族崩壊が起こりかけ、想いを義母に知られてしまう。
終盤では自棄になった初に肉体関係を迫られるが、受け入れず最終回では大学を辞めて寺に入門した。
成田 輝（なりた ひかる）
声 - 小桜エツ子 / 下屋則子
次男。物語開始時において、幼稚園児。4歳。天真爛漫で容姿も優れているので人気がある。
成田 志保子（なりた しほこ）
初の母。橘夫人を非常に恐れている。血の繋がりのない凌を実子たちと分け隔てなく愛している。凌の初への想いを知ったときは世間体はあるものの影で応援する姿勢を見せた。
成田 徹（なりた とおる）
初の父。世渡り下手で同期の中で一番昇進が遅く、単身赴任している。異性交遊に厳しく、特に初には梓との交友を禁じている。梓に母の死について責められるが、後に上司の橘の身代わりをする代わりにお金をもらっていたことが明らかになる。過去、梓や亮輝の父と同じ大学に通っており梓の父からは今も慕われている。

### 橘家
橘 亮輝（たちばな りょうき）
声 - 鳥海浩輔 / 小尾元政
物語開始時において、私立開星学院高等部2年。17歳。
初と梓とは小学校が同じで、6歳の頃に初を階段から突き落として以来、彼女の最大の恐怖の対象となっている。
性格は自己中心的で俺様主義。卑怯な真似はせず、不器用ながら優しさも備えている。その癖のある性格故に同級生から嫌厭されているので、友人はすばるしかいない。中学進学以降、疎遠だった初と再会して弱みを握り個人的な奴隷にした。「命令だ」が口癖。
実は幼少から初に無自覚な好意を抱いており、上から目線の誘いを繰り返すが本人には頑なに拒まれる。しかし梓の一件を経て距離が縮み、交際を始めた。それを快く思わない母親の妨害や瑠璃の介入、更に凌の家庭問題で成田家を追い詰め、一度は初と別れ瑠璃との交際を視野に入れる。それでも初への想いを捨てきれず、改めて想いを伝え結ばれた。初を「成田」と呼んでいたが最終回では「初」と呼んでいる。
エリート主義の母親の前では理想の息子を演じ、父親からの愛情も注がれない冷めた家庭環境で育ったせいか家族愛に疎い。そのせいか兄離れできない初に度々嫉妬する。最終回では両親が離婚し、初と将来を歩むべく父親と取引して母親から決別した。
別作品「五時から九時まで」の単行本では初の為に出家した凌の様子を見に行っており、梓との関係も修復している様子。
橘 奈津江（たちばな なつえ）
亮輝の母で、衆目一致の社宅の「女王」。夫とは親同士の決めたお見合い結婚。
教育熱心で幼少から息子に習い事を強要させていた。性格は高潔で自尊心が高い。社宅行事には真面目に取り組んでいる。家庭を顧みない夫に不満を抱いており、息子に対して過干渉になっている。初との交際を知ると学歴や身分を理由に別れさせようと躍起になる。本性を隠す息子本人からは“ババア”と疎まれている。
終盤で成田家と対立し、追い出そうと画策するが半ば自暴自棄になった亮輝の口から夫の裏切りを暴露され家庭崩壊が起こる。最終的に離婚を選び、調停中に息子を引き取る気でいたが当の本人は初と結婚するべく夫と取引し、父親側についてしまう。
橘 柊一郎（たちばな しゅういちろう）
亮輝の父。常務。ほとんど会社の近くのホテルに泊まっているのでめったに社宅には帰らない。亮輝と瓜二つの容姿をしている。
かつては梓の母・美宝と交際していたが、家の事情で別離。結婚後も徹を身代わりに関係は続き、駆け落ちを求めたが拒まれてしまう。彼女と死別しても愛しており、妻子への愛情は持ち合わせていない。
終盤、亮輝に浮気を暴露され奈津江に責められるが相手にせず離婚を承諾する。後日、亮輝の取引を応じて親権を得た。息子とは親子の絆はないが似た者同士である。性格は穏やかながら冷静沈着。
梓の母に会いに行くと言ったのに会いに行かなかった理由は、11巻まで明らかにされない。

### 小田切家
小田切 梓（おだぎり あずさ）
声 - 吉野裕行 / 山本泰輔
初の幼馴染（初はやや梓に恋している）。16歳。子どもの頃、2人はとても仲が良く、いつも初を亮輝から守っていた。雑誌やテレビCMで人気のモデル。初と短い間付き合っていたが、死んだ母と不倫をしていたらしい初の父に復讐するためであったことを明かして、2人の関係は終わる。また、モデルをしていたのは、確かな復讐をしようと母の愛人を調査してくれる興信所を雇うお金を稼ぐためであったことも明かす。その結果、初の父が不倫相手であることが分かった。結局、初の父は本当の愛人であった亮輝の父の身代わりをしてお金をもらっていたに過ぎないことが分かる。梓は、初の父に復讐するために初を愛している振りをしていた。しかし、本当に振りだけだったかどうかは微妙である。
小田切 実（おだぎり みのる）
梓の父。梓と同じ髪色。
本編では語られていないが、おそらくは妻の不倫に気付き離婚した。美宝の死後は梓を引き取るも、海外勤務でほとんど一緒に暮らしていない。再婚を間近に控え、息子の意見を気にしている。
成田父の後輩で立場は上だが現在でも先輩として尊敬している。しかし妻の不倫の協力者だとは最後まで知らなかった。
小田切 美宝（おだぎり みほ）
梓の母。梓とよく似た容姿を持つ美女。実家は裕福。
学生時代から柊一郎と交際し、深く愛し合っていたが彼の結婚が決まると早急に実と一緒になり、梓を儲ける。
結婚後も柊一郎と関係は続き、駆け落ちを願われても息子への愛情から拒んでいた。後に夫に気付かれ離婚。親権は得て実家に帰省するも、病弱で働けない上に不倫をした事で親子共に一族から冷遇される。息子の置かれた状況を知らず、会いに来ると約束した恋人を待ちながら死去した。物語の3年前に死去。

### 八木家
八木 すばる（やぎ すばる）
声 - 保志総一朗 / なし
亮輝の親友(微妙に奴隷気味だが)、初の友達でもある。テレビゲームやアニメ（特にガ○ダム）が趣味で、プラモデルやフィギュアを集めている。茜の強引なアプローチにビクビクしていたが、茜を好きになっていく。最終的には茜のために「レアくま」（10個集めると願いが叶う人形）を集め、茜への愛情を示す。物語開始時において、私立高園学園（高等学校）2年A組。16歳。当初は初に恋している描写があったが、後に茜の気持ちに応える。
八木 あさひ（やぎ あさひ）
すばるの姉。19歳。美容師専門学校を卒業して、インターン修行中。凌に秘めた恋をしているが、かなわないと思って告白できずにいる。凌が梓に初を愛していると話しているのを聞いてしまい、初にそのことをばらしてしまう。

### その他
高遠 万里子（たかとお まりこ）
橘家のメイド。23歳。亮輝の父・橘柊一郎に恋している。亮輝のことを本当に気遣っている数少ない人物の一人。亮輝の暴君ぶりゆえに、亮輝の孤独・嫉妬・初への愛情を誤解してしまう初を手助けする。
葛城 リナ（かつらぎ リナ）
声 - 平松晶子 / なし
モデル事務所の社長で梓のマネージャー。梓とは「ギブアンドテイク」の関係で、家出してきた梓を拾ったときからの付き合い。
風間 柊司（かざま しゅうじ）
凌のバイト仲間でルームメイト。茜に夢中でしきりに手を出そうとするが、茜がすばると付き合っていることには十分気付いている。
西園寺 瑠璃（さいおんじ るり）
帝徳女学園に通う、（学力的に）亮輝と同レベルの少女。亮輝と初の関係を知った橘夫人は、亮輝と瑠璃を親しくさせようと躍起になる。亮輝と同じ学年で、同じ論理を持ち、同じ方法で愛情を示す、亮輝にぴったりの相手である。亮輝が初に恋していなければ、互いにお似合いの相手だったと思われる。亮輝に誘われて同意し、きわどいところまでいくが、初のことを考えるのを止められなかった亮輝に気が変わったと言われて、追い出される。

## 単行本
すべて小学館Betsucomiフラワーコミックスより発刊。藤田リュウイチ（7巻まで：Zebra Connection、8巻以降：RYUONE DESGIN所属）がカバーデザインをしている。
1. 2001年5月26日発行　ISBN 4091353819
2. 2001年12月20日発行　ISBN 4091353827
3. 2002年5月25日発行　ISBN 4091353835
4. 2002年8月23日発行　ISBN 4091353843
5. 2002年12月19日発行　ISBN 4091353851
6. 2003年4月24日発行　ISBN 409135386X
7. 2003年9月26日発行　ISBN 4091353878
8. 2004年4月26日発行　ISBN 4091353886
9. 2004年9月24日発行　ISBN 4091353894
10. 2005年2月25日発行　ISBN 4091353908
11. 2005年7月26日発行　ISBN 4091301746
12. 2005年10月26日発行　ISBN 4091302335

## 小説版
『ホットギミック』本編の完結後、異なったエンディングを描いた小説『ホットギミックS』が発売された。著・西崎めぐみ、イラスト・相原実貴。
初の語りによって書かれ、主に初と凌の関係に焦点が当てられている。他のキャラクターも登場するが、脇役である。
巻末に初と凌の幼い頃を描いた短編漫画が収録されている。
- 『ホットギミックS』小学館パレット文庫。2005年11月発行。ISBN 4094212787

## 映画
『ホットギミック ガールミーツボーイ』のタイトルで実写映画化され、2019年6月28日から全国公開された。乃木坂46の堀未央奈が主演を務める。
サブタイトルの「ガールミーツボーイ」は、「お決まりの恋物語」という意味も持つ「ボーイミーツガール」を反転させた言葉であり、王道の恋ではない、自分自身の主体性を知るための恋を元にした新しい青春映画を届けたいという監督の想いが込められている。

### キャスト（映画）
- 成田初：堀未央奈（乃木坂46）[注 1]
- 橘亮輝：清水尋也
- 小田切梓：板垣瑞生
- 成田凌：間宮祥太朗
- 成田茜：桜田ひより[6]
- 八木すばる：上村海成[6]
- 瑠璃：吉川愛[7]
- 島崎：志磨遼平[7]
- 成田志保子：黒沢あすか[7]
- 成田徹：高橋和也[7]
- 小田切実：反町隆史[7]
- 葛城リナ：吉岡里帆[6]

### スタッフ（映画）
- 原作：相原実貴「ホットギミック」（小学館「ベツコミ フラワーコミックス」刊）
- 監督・脚本：山戸結希
- 音楽：坂本秀一、泉まくら
- 主題歌：花譜「夜が降り止む前に」（KAMITSUBAKI RECORD）
- 製作：多田憲之、瀬井哲也、潮田一、水野道訓、久保雅一、針谷建二郎、秋元伸介、安部順一
- 企画：須藤泰司
- エグゼクティヴ・プロデューサー：岡本東郎
- プロデューサー：髙橋直也、山尾海彦、川田亮、長井龍、平林勉
- 音楽プロデューサー：津島玄一、本谷侑紀
- 音楽協力プロデューサー：菊地智敦、久嶋位征
- 協力プロデューサー：備前島幹人
- ラインプロデューサー：田口聖
- 宣伝プロデューサー：山本沙耶香
- 撮影：今村圭佑
- 照明：海道元
- 録音：冨田和彦
- 美術：三ツ松けいこ
- 装飾：松葉明子
- 編集：平井健一
- スタイリスト：石井大
- 衣裳：江口久美子
- ヘアメイク：有路涼子
- 音響効果：勝亦さくら
- 助監督：松尾崇
- 製作担当：安波公平
- 写真：小野啓
- スチール：八木咲
- 配給統括：木村光仁
- 宣伝統括：鈴木英夫
- 製作統括：木次谷良助
- 配給：東映
- 製作プロダクション：東映東京撮影所、AOI Pro.
- 製作：「ホットギミック」製作委員会（東映、VAP、AOI Pro.、ソニー・ミュージックエンタテインメント、小学館、KAMITSUBAKI RECORD、Y&N Brothers、読売新聞社）

## ドラマCD
ソフトガレージ発売の2枚のほか、「Betsucomi」2003年2月号応募者全員サービスのホットギミックCDブック、2004年10月号付録CD内ドラマCDダイジェストがある。